# Jiří Rohan
Jiří Rohan (n. 13 decembrie 1964, Praga, Cehoslovacia) este un canoist ce a reprezentat Cehia, medaliat olimpic. A participat la 2 ediții ale Jocurilor Olimpice (1992, 1996) în care a câștigat două medalii de argint.